# Principio pitecométrico

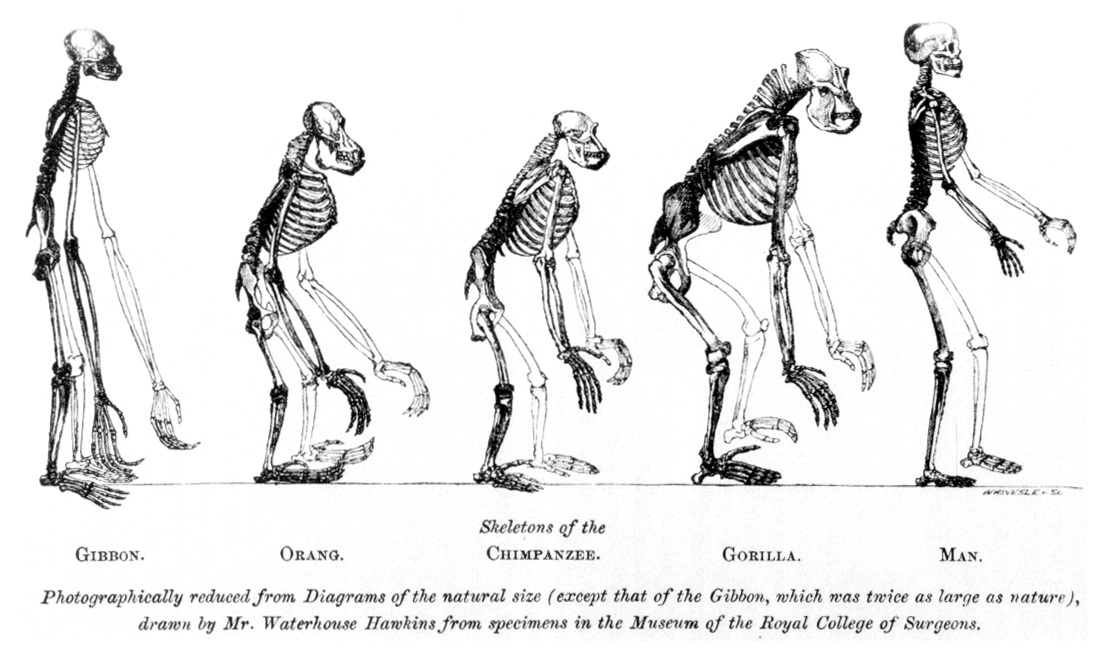
Pithecometra: En el frontispicio de su Evidencia sobre el lugar del hombre en la naturaleza de 1863, Huxley comparó los esqueletos de los simios con los humanos.

El principio Pitecométrico o tesis Pithecometra describe la evolución de los humanos; es análoga al concepto de que "el hombre evolucionó dentro de los simios" o "el hombre descendió de los simios" como lo propugna Thomas Henry Huxley. 
En la evolución, Huxley desarrolló por primera vez el concepto del "principio Pitecométrico", que fue discutido por Charles Darwin y Ernst Haeckel, cuando Huxley escribió el ensayo de 1863 "Sobre el origen de las especies" afirmando que la humanidad estaba más estrechamente relacionada con los simios que los simios a los monos. Huxley agregó que para buscar evidencia de esta ascendencia cercana entre los simios y los humanos, las regiones donde se encuentran los simios modernos deben ser el punto focal, por lo tanto, África. 
El principio pithecometra ha sido más notable en la teoría de la evolución al colocar a la humanidad como una rama de especies animales, en lugar de una creación divina separada, y por lo tanto pithecometra ha generado una intensa controversia religiosa durante décadas. 

## Impacto
Otro de los colegas de Darwin fue Ernst Heinrich Haeckel (1834-1919). Haeckel estuvo de acuerdo con Huxley en varios aspectos de la tesis pithecometra. Sin embargo, Haeckel solía dar conferencias sobre el origen asiático del "eslabón perdido" entre los simios y los humanos. En consecuencia, Eugene Dubois, un estudiante de Haeckel adoctrinado con la idea de los orígenes de los homínidos asiáticos, viajó a Java, Indonesia en 1890-1892. Fue durante esta expedición cuando Dubois hizo el increíble descubrimiento de fósiles de Homo erectus en Asia. También conocido como Hombre de Java, ese espécimen fue la validación de la ascendencia profunda de la humanidad fuera de Europa. 
La tesis pithecometra con el trabajo de Darwin, Huxley y Haeckel ayudó a liberar a la comunidad científica europea de sus sesgos eurocéntricos. Sin embargo, su trabajo no produjo directamente un cambio. Fue necesaria la revolución posterior en el pensamiento evolutivo, de la Síntesis Neodarwiniana de mediados del siglo XX, para provocar un cambio en la recuperación de fósiles de regiones fuera de Europa. La evidencia de las negativas a aceptar los fósiles que comenzaron a encontrarse en Asia y África después de finales del siglo XIX fue el engaño de Piltdown. 
El autor del engaño de Piltdown es incierto, pero el año y la ubicación indican un rechazo de la creciente evidencia de la ascendencia del hombre fuera de Europa. En 1912 en Inglaterra, se presentó un fósil y se denominó Hombre de Piltdown. Este espécimen era la combinación de rasgos humanos y simios que la comunidad científica había estado buscando para argumentar las afinidades entre humanos y simios. La caja cerebral alta y globular significaba rasgos humanos, mientras que la mandíbula robusta y los molares se parecían a cráneos de simios. Este fósil se utilizó como prueba de que la evolución humana se había producido en Inglaterra. Con el descubrimiento del espécimen de Piltdown, se ignoraron los especímenes fósiles reales del género australopitecino prehistórico procedentes de África.  Raymond Dart, quien obtuvo un cráneo fósil de un homínido real que muestra afinidades entre humanos y simios de Sudáfrica, fue tratado con desdén. Más tarde, en la década de 1950, cuando la síntesis neodarwiniana había saturado por completo a la comunidad científica europea, menos personas optaron por ignorar los importantes fósiles de Australopithecus procedentes de África, y el fósil del hombre de Piltdown fue reexaminado. Tras una inspección más cercana, se consideró que el cráneo era de un humano moderno y la mandíbula coincidía con la de un orangután moderno. Los molares habían sido limados para que parecieran molares superiores humanos, y la superficie del espécimen de Piltdown había sido pintada para dar la ilusión de haber estado enterrada durante mucho tiempo. El rechazo del fósil de Piltdown en la década de 1950 eliminó una barrera importante que había bloqueado la visión de la comunidad científica europea sobre los orígenes humanos más precisos.